# 岸野久
岸野久（きしの ひさし、1942年- ）は、日本の歴史学者。元桐朋学園大学短期大学部教授。専攻は日本キリシタン史。
東京府八王子生まれ。1975年立教大学大学院文学研究科博士課程単位取得修了。桐朋学園大学短期大学部助教授、教授、2013年退任。2000年「キリシタン開教期の研究」で立教大学文学博士。

## 著書
- 『西欧人の日本発見 ザビエル来日前日本情報の研究』吉川弘文館 1989 ISBN　9784642026307
- 『ザビエルと日本 キリシタン開教期の研究』吉川弘文館 1998　ISBN　9784642027663、 オンデマンド版　2022年11月　ISBN　9784642727662
- 『ザビエルの同伴者アンジロー 戦国時代の国際人』吉川弘文館 歴史文化ライブラリー 2001　ISBN　9784642055260、　オンデマンド版　2021年11月　ISBN　9784642755269
- 『ザビエルと東アジア パイオニアとしての任務と軌跡』吉川弘文館 2015　ISBN　9784642029261
- 『中国をめざすザビエル 上川島での活動と崇敬の端緒』吉川弘文館 2023　ISBN　9784642029834

### 共編・監修
- 『キリシタン史の新発見』村井早苗共編 雄山閣出版 1996
- 『フランシスコ・ザビエル』監修 ポプラ社 徹底大研究日本の歴史人物シリーズ 2004

### 翻訳
- 『大航海時代叢書 第2期 7 イエズス会と日本 2』高瀬弘一郎共訳 岩波書店 1988

## 論文
- <岸野久